# Qwan Ki Do
Das Qwan Ki Do (vietnamesisch Quán Khí Đạo) ist eine asiatische Kampfkunst. Es ist eine Mischung aus chinesischem und vietnamesischem Kung Fu.

## Der Gründer Pham Xuân Tong
Pham Xuân Tong wurde am 17. Juli 1947 in Ninh Bình, nahe der Stadt Nam Định (Tonchino) in Vietnam, geboren. Im Alter von 10 Jahren begann er mit dem täglichen Training der Kampfkünste unter dem Meister Châu Quan Ky. Ab dem 14. Lebensjahr wurde er von ihm zudem in traditioneller chinesischer Medizin, Akupunktur und Osteopathie unterrichtet. Zu dieser Zeit wurde er auch der erste junge Schüler, der den 1. Dan erreichte. Er wurde zudem durch andere Meister in den traditionellen vietnamesischen Kampfkünsten geschult, um sein großes Repertoire zu erweitern. Mit 19 Jahren gewann er bereits eine Vielzahl von Wettkämpfen.
Im Jahr 1968 wanderte er nach Frankreich aus und vollendete sein Studium der Sportwissenschaften. Er galt aufgrund seiner Fähigkeiten bereits damals als einer der größten vietnamesischen Experten der Kampfkunst. Nach dem Tod seines Meisters Châu Quan Ky 1967 wurde Tong zu dessen Nachfolger bestimmt. Er gründete 1973 in Europa die nationale Bewegung Viêt Võ Đạo. Er wurde zum internationalen technischen Direktor ernannt und erhielt innerhalb der nächsten Jahre den 8. Dan. 1981 trat er als Direktor zurück und entwickelte – als Verpflichtung seines ehemaligen Meisters – eine eigene Kampfkunst, in welche er all seine Erfahrung und Kenntnisse einbrachte: das Qwan Ki Do. Heute ist Großmeister Tong in Frankreich staatlich angestellt und ist verantwortlich für die sportliche Ausbildung der Polizei. Er setzt sich stark für vietnamesische Kunst und Kultur ein.

## Geschichte des Qwan Ki Do
Der Zusammenschluss der verschiedenen Stilarten erfolgte durch den in Frankreich lebenden vietnamesischen Großmeister Pham Xuân Tong, welcher aus diesem großen Gebiet einen neuen Stil entwickelte. Im Jahr 1981 gab Großmeister Pham Xuân Tong seiner Kampfkunst den Namen Quán Khí Đạo bzw. Qwan Ki Do, verbunden mit der Gründung der World Union of Qwan Ki Do, der mittlerweile nationale Komitees in über 20 Ländern angehören.

## Herkunft des Namens Qwan Ki Do
Tong wählte diesen Namen, um die alten Traditionen und Werte seines Mutterlandes zu ehren:
- So ist er eine Widmung an seinen Meister CHÂU QUÁN KY durch die Erwähnung dessen Namens im Namen der Methode.
- Er enthält den Namen der alten Methode VÕ BẮC NINH (QUÁN KHÍ, 1009 v. Chr.), welche nur innerhalb der Familie weitergegeben und ansonsten geheim gehalten wurde.
- Außerdem benennt der Name zwei fundamentale Elemente der Kampfkunst:
  1. KHÍ – allgemein als KI bekannt, bedeutet Energie
  2. ĐẠO – allgemein als DO bekannt, wird traditionell mit „der Weg“ wiedergegeben.

Verbunden mit dem Wort „Quan“, welches als „das Ganze“, „die Gesamtheit“, „Zusammen“ übersetzt werden kann, bedeutet Quán Khí Đạo etwa so viel wie „der Weg der Lebensenergie“. Um die Verständigung insbesondere in der westlichen Welt zu erleichtern, wurde der Name sprachlich angepasst zu Qwan Ki Do.

## Reglement und Traditionen

### Die 10 Prinzipien
Das Qwan Ki Do wird durch die 10 Prinzipien geregelt, die von der World Union of Qwan Ki Do entwickelt wurden:
1. Das hohe technische Niveau des Qwan Ki Do erreichen durch: Anstrengung, Ausdauer, Selbstvertrauen und Respekt gegenüber anderen, in Übereinstimmung mit der Tradition der Kampfkunst.
2. Körper und Geist entwickeln, für sich selbst und für andere, nicht für die eigene Eitelkeit und den eigenen Stolz.
3. Die moralischen Tugenden verwirklichen, die das Fundament vom Qwan Ki Do sind: Gerechtigkeit, Rechtschaffenheit, Dankbarkeit, Einfachheit, Bescheidenheit und Toleranz.
4. Qwan Ki Do entwickeln nach den tausendjährigen Traditionen, die uns durch die Meister hinterlassen wurden und diese Traditionen nie verraten durch Engherzigkeit, üble Nachrede und Spaltung in der Methode.
5. Graduierte, Lehrer und Vereinsleiter respektieren und den Zusammenhalt der Mitglieder fördern.
6. Freikampf und Wettkampf als Mittel zur Entwicklung erkennen, nicht als Ziel.
7. Sich selbst verbessern durch Selbstkritik und Fleiß.
8. Alle anderen Kampfkünste respektieren.
9. Die Regeln des Qwan Ki Do respektieren.
10. Qwan Ki Do nur zur Selbstverteidigung anwenden.

Jeder Qwan-Ki-Do-Schüler muss sich an diese Prinzipien halten. Schüler, die das nicht tun, müssen mit Sanktionen rechnen oder sogar das Qwan Ki Do verlassen.

### Trainingsregeln
Die allgemeinen Trainingsregeln wurden entwickelt, um den geordneten und geregelten Ablauf des Trainings zu sichern. Diese sind:
1. Schweigen
2. Hören
3. Sehen
4. Machen

### Traditionen
Im Qwan Ki Do gibt es viele sehr alte Traditionen, die befolgt werden. Viele lassen sich auf die Traditionen des vietnamesischen Volkes zurückverfolgen. Dazu gehört das Verbeugen, das Gürtel binden, das Zählen auf Vietnamesisch, die Lehrgänge und die für Europäer seltsam scheinende Beziehung eines Schülers zu seinem Meister.

#### Verbeugung
Beim Qwan Ki Do verbeugen sich die Schüler mit dem Nghiêm Bai. Jede Bewegung dieses Grußes hat eine traditionsreiche und für die Schüler wichtige Bedeutung. Zu jeder Bewegung gehört ein Begriff, den der Trainer bei der Begrüßung laut ausspricht.
Es wird sich in folgender Reihenfolge verbeugt:
- Chuân Bi: gerade stehen, Füße schulterbreit auseinander, Hände bilden ein Dreieck
- Nghiêm: Füße werden zusammengestellt, Hände werden zu Fäusten an die Seite gezogen, über dem Gürtel
- Nghiêm Lê: rechte Hand zur Faust, linke Hand umschließt die Faust, Unterarme waagerecht, Trainer/Trainingspartner wird angesehen
- Lê: Oberkörper leicht nach vorne beugen, Kopf bleibt gerade

Die Begrüßung wird gemacht:
- beim Betreten der Trainingshalle, wir ehren den Platz und die Meister, die an diesem Ort ihr Wissen weitergegeben haben
- beim Betreten einer Matte, wir stimmen zu, rücksichtsvoll und respektvoll zu trainieren
- wenn wir das Training mit einem Partner beginnen oder beenden, zum Dank, dass er mit uns trainiert
- vor dem Trainer, seinem Assistenten oder einem anderen Schüler, wenn man einen Wunsch oder eine Frage hat, vorher wartet man in Chuân Bi

#### Weiterbildung
Jeder Qwan-Ki-Do-Schüler sollte bestrebt sein, sich weiterzubilden und zu verbessern. Zu diesem Zweck gibt es Trainingslager, Regionale Lehrgänge und Großmeisterlehrgänge.

#### Zahlen
Beim Qwan Ki Do wird auf Vietnamesisch gezählt. Dies wird zum Beispiel in die Aufwärmphase eingebaut, wenn Liegestütze gezählt werden sollen. Jeder Schüler sollte die Zahlen beherrschen.
- một – eins
- hai – zwei
- ba  – drei
- bốn – vier
- năm – fünf
- sáu – sechs
- bảy – sieben
- tám – acht
- chín – neun
- mười – zehn

## Bekleidung

### Anzug

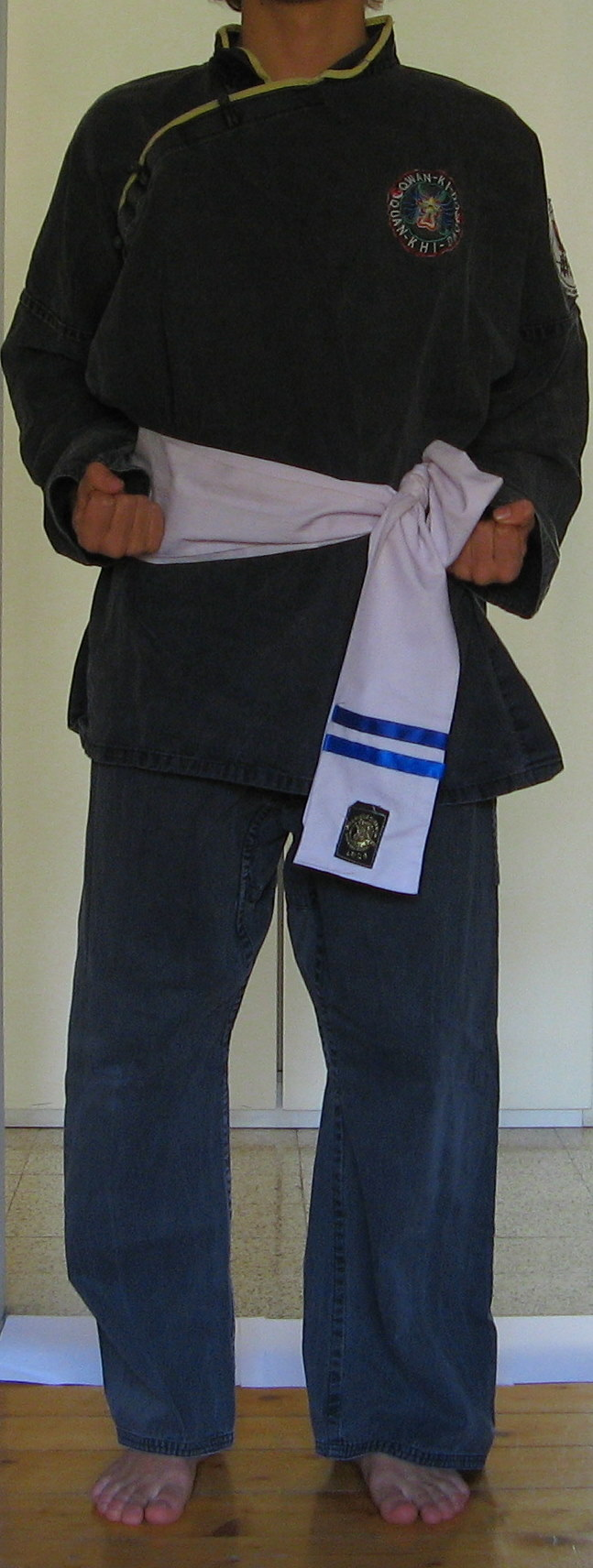
Qwan-Ki-Do-Schüler im Anzug mit 2. Câp Blau

Die Schüler des Qwan Ki Do tragen einen schwarzen Anzug (Vo Phuc) mit einem gelben Streifen, welcher vom Kragen bis zum unteren Ende der Jacke reicht, und mit einem Qwan-Ki-Do-Abzeichen auf der linken Seite in Höhe des Herzens. Schüler, die eine Dan-Prüfung abgelegt haben, dürfen ein Bat Quay rechts unten auf der Jacke tragen. Wenn vorhanden, kann man ein Clubabzeichen auf der rechten Schulter tragen. Auf der linken Schulter werden nur besondere Abzeichen getragen, wie beispielsweise ein Nationalmannschaftsabzeichen. Dieses ist jedoch den Mitgliedern der Nationalmannschaft vorbehalten.
Der Anzug ist schwarz, da diese Farbe Erde und Wasser bzw. die Tiefsee symbolisieren. Oft werden die schwarze und gelbe Farbe auch als Anlehnung an die Lehre von AM und Duong (vergleichbar mit Yin und Yang) verstanden. Dabei steht Schwarz für die unbeherrschte Kraft und Gelb für die Beherrschung der Kraft.
Zum Anzug gehört auch ein Gürtel, welcher die Graduierung anzeigt. Bevor das Training beginnt stellen sich die Schüler in eine nach Graduierung sortierte Aufstellung. Der Meister stellt sich mittig vor seine Schüler. Auf der rechten Seite stehen die Jugendlichen und Erwachsenen, auf der linken Seite die Kinder. Vorne rechts steht immer der höchst graduierte Schüler, links hinten der Schüler mit der niedrigsten Graduierung.

### Das Qwan-Ki-Do-Abzeichen
Das Abzeichen ist auf jedem Qwan-Ki-Do-Anzug vorhanden. Somit sind alle Qwan-Ki-Do-Schüler durch ein Zeichen verbunden, egal woher sie kommen und welche Graduierung sie tragen.
Das Abzeichen besteht aus vielen symbolischen Einzelheiten:
- ein äußerer weißer Kreis mit dem europäischen Qwan Ki Do und darunter dem vietnamesischen Quán Khí Đạo, die weiße Farbe steht für die Unendlichkeit, das Universum
- ein Drache, der den zweiten Kreis formt, steht für den Kreis des Lebens
- der Drache selbst steht für ritterlichen Geist und das vietnamesische Volk
- zwei kleine Kreise, welche Am und Duong zeigen, stehen für die Harmonie zwischen Geist und Körper

Im Qwan Ki Do wird viel von der vietnamesischen Kultur gelebt. Auch die Lehre der Farben spielt hier eine große Rolle. Jede Farbe hat ihre Bedeutung.

### Graduierungssystem
Wie in jeder Kampfkunst ist auch im Qwan Ki Do ein Graduierungssystem zur Orientierung der Schüler entwickelt worden. Schüler, die mit dem Qwan Ki Do anfangen, bekommen einen weißen, weichen Gürtel. Dieser soll die Leere und Biegsamkeit der Schüler symbolisieren. Mit jeder bestandenen Prüfung darf der Schüler einen Streifen, Câp genannt, auf seinen Gürtel nähen. Dieser Gürtel wird getragen, bis er die Schwarzgurtprüfung ablegt. Auf den weißen, weichen Gürtel folgt ein schwarzer fester Gürtel. Nun ist der Schüler kein Anfänger mehr. Jeder Schwarzgurt legt einen Ehreneid ab, sodass der traditionelle Charakter und die Echtheit der Methode Qwan Ki Do – Quán Khí Đạo bewahrt bleibt. Wer eine Dan-Prüfung bestanden hat, trägt einen schwarzen Gürtel mit roten Streifen oben und unten. Dieser Schüler hat nun so lange Qwan Ki Do trainiert, dass er es bereits verinnerlicht hat. Weitere Gürtel folgen mit den unterschiedlichen Dan-Graduierungen.

#### Gürtel binden
Der Gürtel wird vor dem Training, mit einem Knie am Boden, gebunden. Schülerinnen binden ihren Gürtel auf der rechten Seite und männliche Schüler auf der linken. Der schwarze Gürtel wird in der Mitte gebunden. Dabei wird nicht geredet oder anderweitig abgelenkt, damit der Schüler sich auf seinen Gürtel konzentrieren kann. Er muss sich bewusst machen, welchen Weg er schon gegangen ist und welcher noch vor ihm liegt.

#### Farben
Kinder von 4 bis 6 Jahren tragen gelbe Câps. Kinder bis 12 tragen rot Câps. Jugendliche und Erwachsene tragen blaue Câps. Auf einen Gürtel werden höchsten 4 Câps aufgenäht. Wenn Kinder sehr lange trainiert haben und das 13. Lebensjahr noch nicht erreicht haben, dürfen sie, nach einer Prüfung, einen violetten Gurt tragen. Mit jeder weiteren Prüfung werden nun weiße Câps aufgenäht. Wenn sich ein 4. Câp Blau in seinem Club besonders engagiert, kann sein Meister ihn zu seinem Trainerassistenten ernennen. Nun darf er beim Training helfen und einen blauen Gürtel tragen. Sowohl der violette, als auch der blaue Gürtel sind weich und biegsam. Sie sind auch als Auszeichnung zu verstehen. Nur wenige Schüler dürfen diese Gürtel tragen.
Prüfungen für rote Câps werden nach 6 Monaten gemacht, Prüfungen für blaue Câps nach 9 Monaten. Dies sind jedoch nur Richtlinien. Jeder Schüler macht erst dann Prüfung wenn sein Meister davon überzeugt ist, dass dieser der neuen Graduierung gewachsen ist. Einige Schüler legen sogar bereits nach 5 Jahren ihre Schwarzgurtprüfung ab.

#### Bedeutung
Es ist trotz allem wichtig, dem Gürtel und den Câps darauf keine zu große Bedeutung beizumessen. Diese sind nur Orientierungshilfen und sollen keinen höher graduierten Schüler dazu ermutigen, andere schlecht zu behandeln.

## Elemente

### Die physische Arbeit

#### Technik
Im Qwan Ki Do werden Faust-, Fuß-, Scheren-, Hebel-, Fege-, Wurf-, Festhalte- und Selbstverteidigungstechniken gelehrt. Je nach Entwicklungsstand des Schülers werden bestimmte Techniken gezeigt und geübt. Hierbei ist immer auf das Alter des Schülers zu achten, da einige Techniken körperlich sehr anstrengend bzw. gefährlich sein können.
Ähnlich wie in anderen Kampfkünsten, werden im Qwan Ki Do Schattenkämpfe geübt. Diese werden Quyên genannt, im Singular Quyê. Die Quyên sind ein sehr wichtiger Teil, da der Schüler mittels einer Quyê zeigen kann, welche Bewegungen er schon gelernt hat und wie gut er sie beherrscht. Außerdem geht es um die Qualität der Schläge, Blöcke und Stellungen. Am wichtigsten in der Quyê ist der Ausdruck, da sie Kämpfe mit meist mehreren Angreifern darstellen. In fast allen Quyên ist ein Quat (Kampfschrei) enthalten.
Schüler, die schon lange gelernt haben, können auch Tiertechniken erlernen. Dazu zählen sowohl einzelne Bewegungen, als auch ganze Quyên mit Tiertechniken wie die des Tigers (Ho), des Kranichs (Hac), des Affen (Hau Nhi), der Schlange (Xa) und des Drachen (Long).

#### Kampf
Kampfübungen sind im Qwan Ki Do genauso wichtig wie das Üben der einzelnen Quyên. Die Kampfübungen sollen das Selbstvertrauen der Schüler stärken. Im Wettkampf wenden die Schüler die gelernten Faust- und Fußschläge nach den von der World Union of Qwan Ki Do festgelegten Regeln an. Dabei tragen die Schüler zum Schutz vor Verletzungen Schutzkleidung. Faust- und Schienbeinschützer werden bei jedem Kampf getragen. Zusätzlich Zahnschutz, Tiefschutz und Brustschutz von Mädchen und Frauen. Kinder tragen eine Weste. Einen Kopfschutz tragen Kinder, Frauen und junge Männer. Männer ab 18 Jahren tragen keinen Kopfschutz mehr. Gekämpft wird hierbei immer 1 gegen 1.
Beim Kampf geht es nicht darum, den Partner zu besiegen oder ihm Schmerzen zu bereiten oder sich selbst zu beweisen. Im Kampf geht es um die eigene Entwicklung, die richtige Anwendung der gelernten Techniken und das Erzielen von Punkten. Bei einem regulären Treffer wird der Kampf zur Bewertung unterbrochen. Während des Kampfes darf der Kämpfer keine Gefühle zeigen; weder Angst noch Trauer oder Wut sind erlaubt. Der Kämpfer muss sich durch seine eigene Atmung unter Kontrolle halten. Wenn man einen Punkt erzielt hat, ist jegliche Freude nicht gerne gesehen, da dies schnell als Arroganz angesehen werden kann.

#### Waffen
Im Qwan Ki Do darf jeder Schüler eine Waffe erlernen, wenn er an einem Großmeisterlehrgang teilgenommen hat. Waffen sind ein besonderer Teil des Qwan Ki Do, da auch hier Prüfungen gemacht werden können.
Die erste Waffe ist immer eine Holzwaffe. Kinder bis zu 9 Jahren lernen zuerst an Song Cots, das sind zwei kleine Bambusstöcke, die an die Größe des Schülers angepasst sind. Kinder ab 10 Jahren und Erwachsene lernen am Bong, einem langen Bambusstock. Auch im Waffentraining werden bestimmte Bewegungen gelernt und Quyên gelaufen. Wenn die Schüler ihre Waffe beherrschen und eine bestimmte Anzahl an Lehrgängen beim Großmeister erreicht haben, dürfen sie eine Prüfung ablegen.
Schüler ab dem 4. Câp Blau und Schüler über 18 Jahren dürfen nach ihrer Prüfung eine Metallwaffe erlernen.
Das Waffentraining ist vor allem eine langfristige und komplizierte Arbeit. Die verschiedenen Dreh- und Schlagübungen müssen richtig ausgeführt werden, ansonsten kann es sein, das man sich schnell verletzt. Wie ein Meister mal sagte: Der Bong ist dein bester Freund, er sagt dir immer, wenn du etwas falsch machst!

### Die geistige Arbeit
Die geistige Arbeit wird auch innere Arbeit genannt. Anders als bei der physischen, in der der Körper gestärkt werden soll, damit er die Ausbildung des Qwan Ki Do meistert, geht es hier um die Gesunderhaltung des Körpers und des Geistes.
Im Qwan Ki Do kann man Tam The erlernen. Das ist, ähnlich wie Tai Chi, eine vietnamesische Heilgymnastik. Dabei werden Bewegungen langsam und bewusst gemacht. Hier liegt der Schwerpunkt auf der Kontrolle der Atmung. Dehnung ist ebenfalls sehr wichtig, doch nicht nur als Vorbereitung für Fußtritte. Mit der richtigen Dehnung kann der Schüler seine Organe stärken. Dies wird Organmassage genannt.
Im Qwan Ki Do wird auch viel Wert auf Theorie gelegt. Dort lernt der Schüler die Geschichte des Qwan Ki Do und dessen Regeln, Zusammenhänge von Jahreszeiten und Organen, die Lehre der Meridiane und die Bedeutung der Bewegungen. Jeder Bewegung im Qwan Ki Do hat einen vietnamesischen Namen und eine Bedeutung.

## Qwan Ki Do in Deutschland
Der Stil ist deutschlandweit vertreten sowie in Österreich, der Schweiz und auch anderen europäischen Ländern. Es gibt auch eine europäische Meisterschaft, wo sich die Stilbetreiber in ihren Künsten miteinander messen können.